# Дорофеенко
Дорофеенко (укр. Дорофієнко) — посёлок, входит в Шахтёрский городской совет Донецкой области Украины. Находится под контролем самопровозглашённой Донецкой Народной Республики.

## География

#### Соседние населённые пункты по странам света
С: Заречное, Кищенко, Чумаки
СЗ: Винницкое
СВ: Заречное, Контарное
З: —
ЮЗ, Ю, ЮВ:  город Шахтёрск
В: Виктория

## Население
Население по переписи 2001 года составляло 213 человек.

## Общая информация
Почтовый индекс — 86206. Телефонный код — 6255. Код КОАТУУ — 1415390005.

## Местный совет
86200, Донецкая обл., г. Шахтерск, ул.Ленина, 4, тел. 4-21-17